# Alcance de radio de baja frecuencia

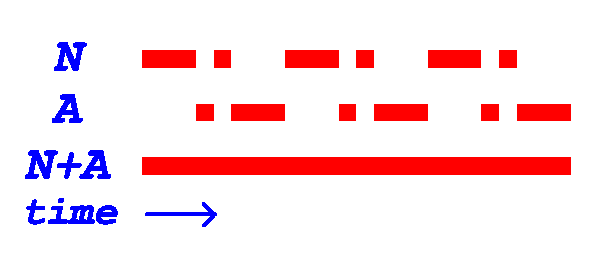
Señales de audio de radio de baja frecuencia: Flujo N, flujo A y tono uniforme combinado (sonidos simulados)

El alcance de radio de baja frecuencia, también conocido como alcance radioeléctrico de cuatro rumbos, alcance radioeléctrico de cuatro rumbos LF/MF, alcance radioeléctrico A-N, alcance radioeléctrico Adcock, o comúnmente "el alcance", fue el principal sistema de navegación utilizado por las aeronaves para el vuelo por instrumentos en las décadas de 1930 y 1940, hasta la llegada del alcance omnidireccional VHF (VOR), a partir de finales de la década de 1940. Se utilizaba tanto para la navegación en ruta como para las aproximaciones y retenciones por instrumentos.
Basado en una red de torres de radio que transmitían señales de radio direccionales, el alcance radioeléctrico definía vías aéreas específicas en el cielo. Los pilotos navegaban por radio de baja frecuencia escuchando un flujo automatizado de códigos Morse "A" y "N". Por ejemplo, giraban o deslizaban el avión hacia la derecha cuando oían un flujo "N" ("dah-dit, dah-dit, ..."), hacia la izquierda cuando oían un flujo "A" ("di-dah, di-dah, ..."), y volaban en línea recta cuando estos sonidos se fusionaban para crear un tono constante que indicaba que el avión seguía directamente el haz.
A medida que el sistema VOR se fue implantando en todo el mundo, el alcance radioeléctrico de baja frecuencia se fue eliminando gradualmente, desapareciendo en su mayor parte en la década de 1970. Hoy en día no queda ninguna instalación operativa. En su momento de máximo despliegue, tan solo en Estados Unidos continental había más de 400 estaciones que utilizaban exclusivamente el alcance radioeléctrico de baja frecuencia.

## Historia

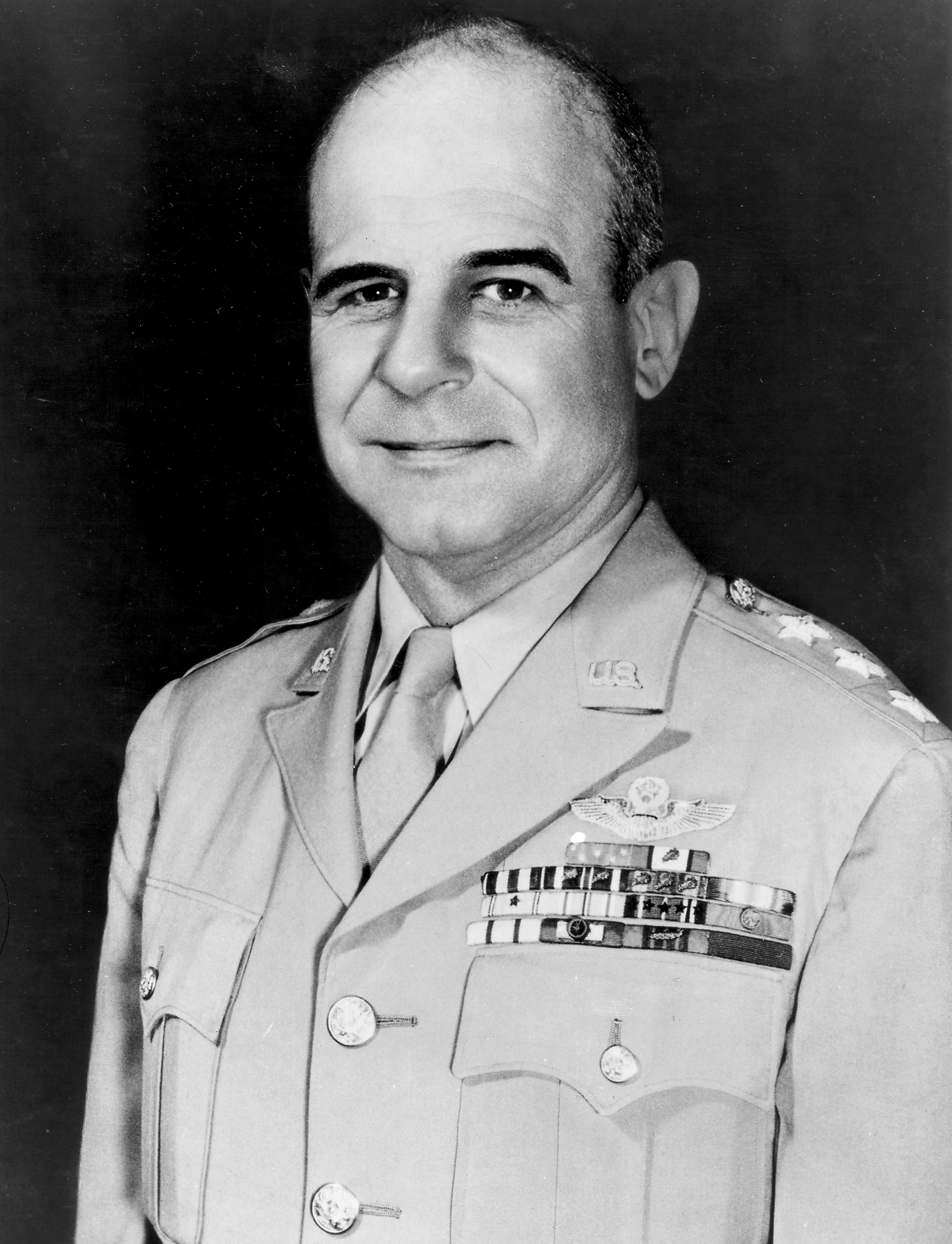
Jimmy Doolittle demostró en 1929 que el vuelo por instrumentos es factible

Tras la Primera Guerra Mundial, la aviación comenzó a ampliar su papel al ámbito civil, empezando por los vuelos de correo aéreo. Pronto se hizo evidente que, para que la entrega del correo fuera fiable, así como los vuelos de pasajeros que pronto le seguirían, se necesitaba una solución para la navegación nocturna y con poca visibilidad. En Estados Unidos se construyó una red de balizas iluminadas, similares a los faros marítimos, para los pilotos de correo aéreo. Pero las balizas eran útiles sobre todo de noche y con buen tiempo, mientras que en condiciones de mala visibilidad no se observaban. Los científicos e ingenieros se dieron cuenta de que una solución de navegación basada en la radio permitiría a los pilotos "ver" en todas las condiciones de vuelo, y decidieron que era necesaria una red de haces de radio direccionales.
El 24 de septiembre de 1929, el entonces teniente (más tarde general) James H. "Jimmy" Doolittle, del ejército estadounidense, demostró el primer vuelo "a ciegas", realizado exclusivamente por referencia a instrumentos y sin visibilidad exterior, y demostró que el vuelo por instrumentos era factible. Doolittle utilizó instrumentos giroscópicos de nuevo desarrollo -indicador de actitud y giróscopo- que le ayudaron a mantener la actitud y el rumbo de su avión, y un sistema de radio direccional especialmente diseñado para navegar hacia y desde el aeropuerto. El equipo experimental de Doolittle fue construido específicamente para sus vuelos de demostración; para que el vuelo por instrumentos se convirtiera en algo práctico, la tecnología tenía que ser fiable, producida en masa y ampliamente desplegada, tanto en tierra como en la flota de aviones.

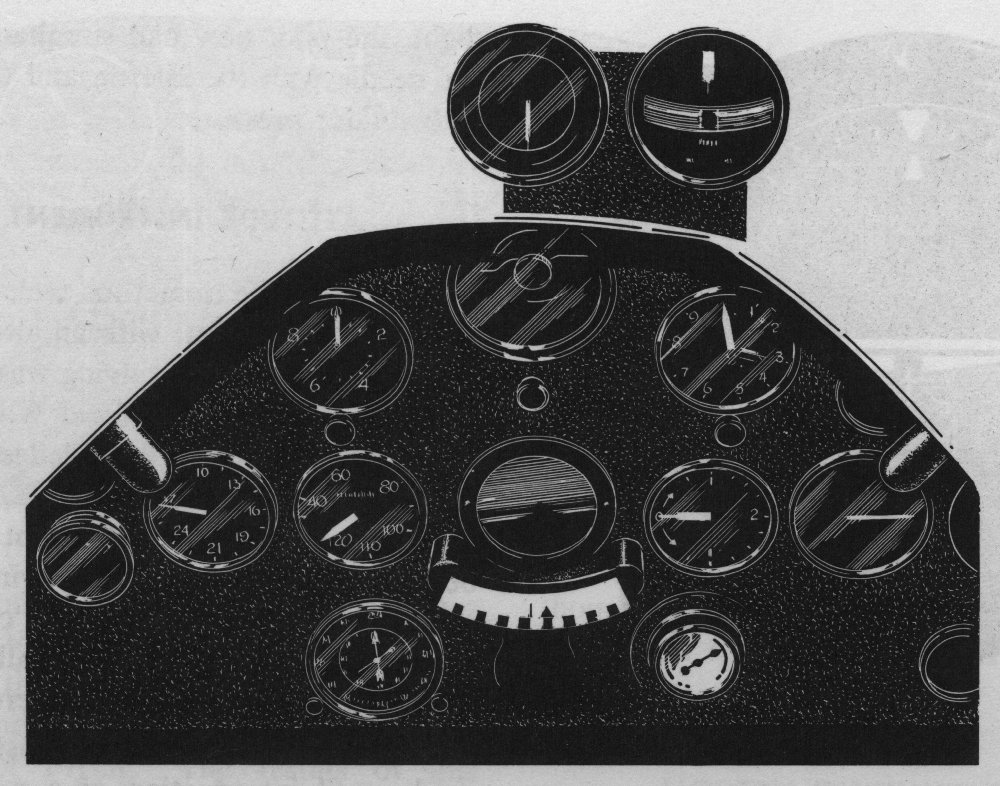
El panel de instrumentos de Doolittle

Había dos enfoques tecnológicos para los componentes de radionavegación terrestre y aérea, que se estaban evaluando a finales de la década de 1920 y principios de la de 1930.
En tierra, para obtener haces de radio direccionales con un rumbo navegable bien definido, se utilizaron inicialmente antenas de bucle cruzado. La Ford Motor Company desarrolló la primera aplicación comercialmente viable de un alcance radioeléctrico de baja frecuencia basado en bucles. La instalaron en sus campos de Dearborn y Chicago en 1926 y registraron la patente correspondiente en 1928. Los primeros conceptos del sistema se desarrollaron en Alemania en 1906 y posteriormente fueron experimentados por la Oficina de Estándares de Estados Unidos y el Cuerpo de Señales del Ejército a principios de la década de 1920. La tecnología fue adoptada rápidamente por el Departamento de Comercio de Estados Unidos, que instaló un campo de tiro de demostración el 30 de junio de 1928 y la primera serie de estaciones entró en servicio ese mismo año, pero el diseño de la antena de bucle generaba excesivas ondas celestes de polarización horizontal que podían interferir con las señales, especialmente por la noche. En 1932, el sistema de antenas Adcock eliminó este problema al tener sólo antenas verticales y se convirtió en la solución preferida. La rama de Aeronáutica del Departamento de Comercio de los Estados Unidos se refirió a la solución Adcock como la "Antena T-L" (por "Línea de Transmisión") y no mencionó inicialmente el nombre de Adcock.
En el aire, también hubo dos diseños que compitieron, originados por grupos de diferentes orígenes y necesidades. El Cuerpo de Señales del Ejército, que representaba a los aviadores militares, prefería una solución basada en un flujo de señales de navegación acústicas que llegaban constantemente a los oídos de los pilotos a través de unos auriculares. Por otro lado, los pilotos civiles, que en su mayoría eran pilotos de correo aéreo que volaban campo a través para entregar el correo, consideraban que las señales acústicas serían molestas y difíciles de utilizar en vuelos largos, y preferían una solución visual, con un indicador en el panel de instrumentos.
Se desarrolló un indicador visual basado en lengüetas vibratorias, que proporcionaba un sencillo indicador de "giro a la izquierda-derecha" montado en el panel. Era fiable, fácil de usar y más inmune a las señales erróneas que el sistema basado en audio de la competencia. Según un informe publicado, los pilotos que habían volado con ambos sistemas preferían el visual[7][16]. Sin embargo, el gobierno de Estados Unidos rechazó la solución basada en lengüetas y las señales acústicas se convirtieron en la norma durante décadas.
En la década de 1930, la red de radiotransmisores de baja frecuencia con base en tierra, junto con los asequibles receptores de radio AM de a bordo, se convirtieron en una parte vital del vuelo por instrumentos. Los radiotransmisores de baja frecuencia proporcionaban orientación a las aeronaves para las operaciones en ruta y las aproximaciones en prácticamente todas las condiciones meteorológicas, contribuyendo a hacer realidad unos horarios de vuelo coherentes y fiables.
El alcance radioeléctrico siguió siendo el principal sistema de radionavegación en Estados Unidos y otros países hasta que fue sustituido gradualmente por la tecnología VOR basada en VHF, muy mejorada, a partir de finales de la década de 1940. El VOR, que se sigue utilizando hoy en día, incluye un indicador visual izquierda-derecha.

## Tecnología

### Tierra
El componente terrestre de radio de baja frecuencia consistía en una red de estaciones de transmisión de radio que se situaban estratégicamente por todo el país, a menudo cerca de los aeropuertos más grandes, a unas 200 millas de distancia. Las primeras estaciones de baja frecuencia utilizaban antenas de bucle cruzado, pero los diseños posteriores de muchas estaciones utilizaban el sistema de antenas verticales Adcock para mejorar el rendimiento, especialmente por la noche.
Cada estación de alcance Adcock tenía cuatro torres de antena de 134 pies de altura (41 m) erigidas en las esquinas de un cuadrado de 425 × 425 pies, con una torre adicional opcional en el centro para la transmisión de voz y la localización. Las estaciones emitían radiación electromagnética direccional de 190 a 535 kHz y de 50 a 1.500 vatios, en cuatro cuadrantes. La radiación de un par de cuadrantes opuestos se modulaba (a una frecuencia de audio de 1.020 Hz) con un código Morse para la letra A (- -), y el otro par con la letra N (- -). Las intersecciones entre los cuadrantes definían cuatro líneas de rumbo que emanaban de la estación transmisora, a lo largo de cuatro direcciones de la brújula, donde las señales A y N eran de igual intensidad, con sus códigos Morse combinados fusionándose en un tono de audio constante de 1.020 Hz. Estas líneas de rumbo (también llamadas "tramos"), en las que sólo se oía un tono, definían las vías aéreas.
Además de la señal repetida de modulación A o N, cada estación transmisora también transmitía su identificador en código Morse (normalmente 2 o 3 letras) una vez cada treinta segundos para su identificación positiva. La identificación de la estación se enviaba dos veces: primero en el par de transmisores N, y luego en el A, para asegurar la cobertura en todos los cuadrantes. Además, en algunas instalaciones las condiciones meteorológicas locales se emitían periódicamente en voz a través de la frecuencia de alcance, adelantándose a las señales de navegación, pero finalmente esto se hizo en la quinta torre central.
Originalmente, el radio de alcance de baja frecuencia iba acompañado de balizas de ruta aérea, que se utilizaban como apoyo visual, especialmente para los vuelos nocturnos. A veces se incluían "balizas de señalización" adicionales (transmisores de radio VHF de baja potencia) como puntos de orientación suplementarios.

### Aire

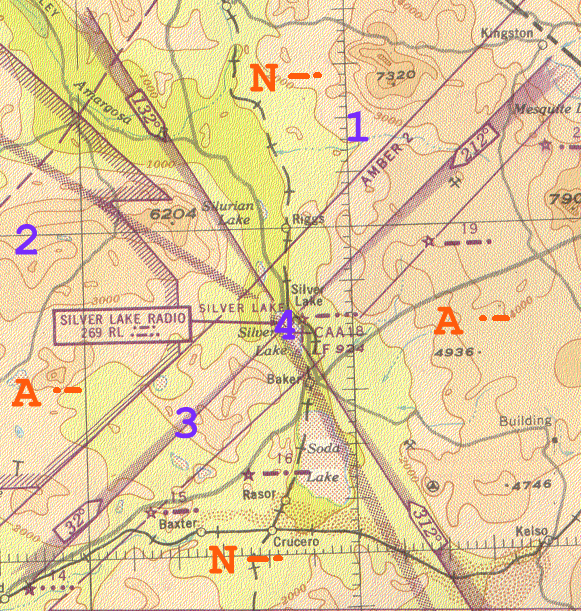
Carta de radio de baja frecuencia de Silver Lake (269 kHz). Las aeronaves en la ubicación 1 oirían: «dah-dit, dah-dit, ...», a las 2: “di-dah, di-dah, ...”, a las 3: un tono constante, y a las 4: nada (cono de silencio)

Los receptores de radio aerotransportados -al principio simples aparatos de Amplitud Modulada (AM)- se sintonizaban con la frecuencia de los transmisores terrestres de radio de baja frecuencia, y el audio del código Morse se detectaba y amplificaba en altavoces, normalmente en auriculares que llevaban los pilotos. Los pilotos escuchaban constantemente la señal de audio e intentaban pilotar el avión siguiendo las líneas de rumbo («volar por el haz»), donde se oía un tono uniforme. Si la señal de una sola letra (A o N) se volvía audiblemente distinta, el avión giraba lo necesario para que la modulación de las dos letras se superpusiera de nuevo y el audio del código Morse se convirtiera en un tono uniforme. La región «en rumbo», donde la A y la N se fusionaban audiblemente, tenía una anchura aproximada de 3°, lo que se traducía en una anchura de rumbo de ±2,6 millas cuando se estaba a 100 millas de la estación.
Los pilotos tenían que verificar que sintonizaban la frecuencia correcta de la estación de alcance comparando su identificador en código Morse con el publicado en sus cartas de navegación. También verificaban que estaban volando hacia la estación o alejándose de ella, determinando si el nivel de la señal (es decir, el volumen del tono audible) era cada vez más fuerte o más débil.

## Aproximaciones y retenciones

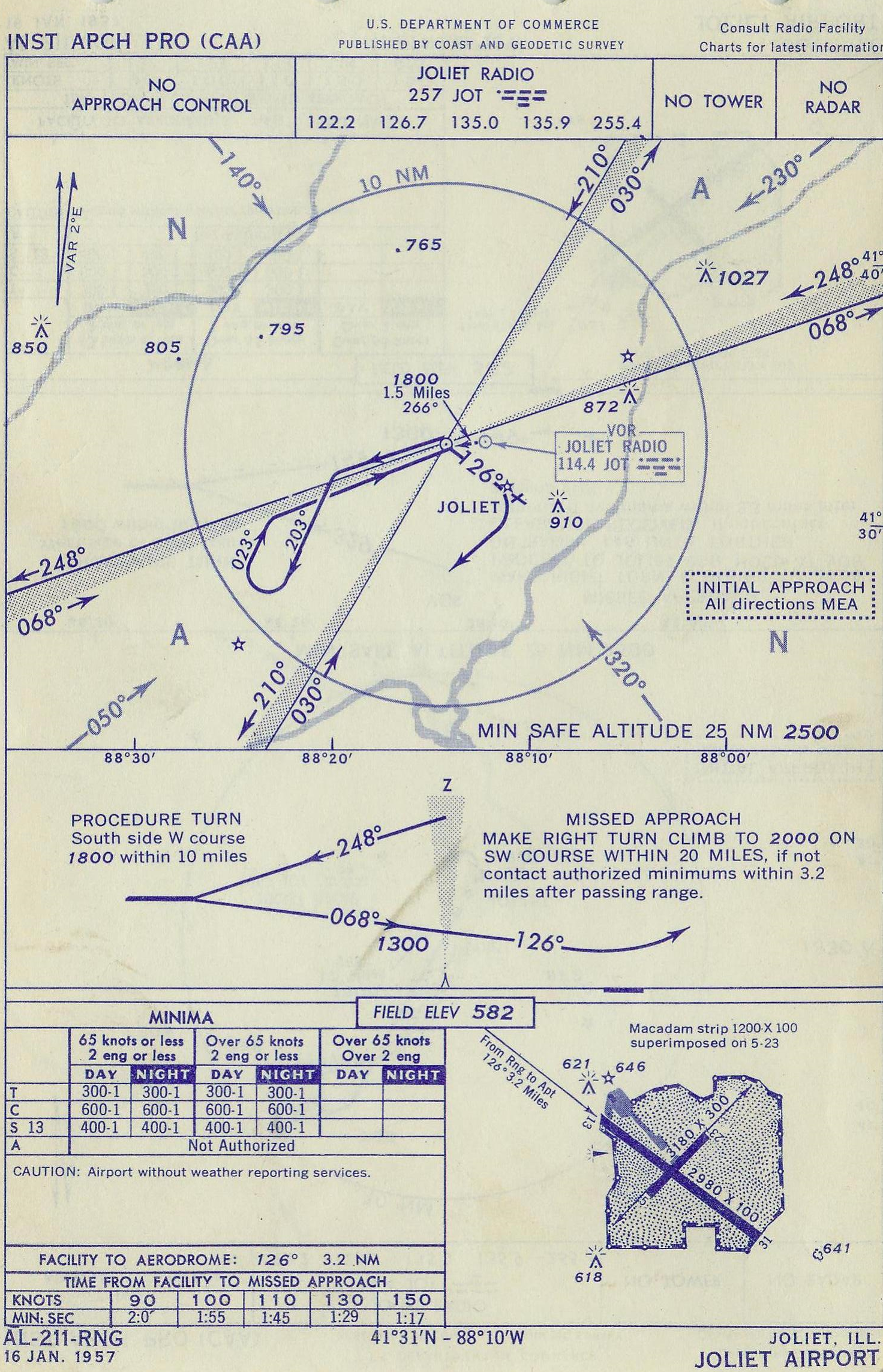
Procedimiento de aproximación instrumental por radio de baja frecuencia en Joliet, IL

Los segmentos de aproximación final de las aproximaciones instrumentales por radio de baja frecuencia se volaban normalmente cerca de la estación de alcance, lo que garantizaba una mayor precisión. Cuando la aeronave se encontraba sobre la estación, la señal acústica desaparecía, ya que no había señal de modulación directamente sobre las torres transmisoras. Esta zona de silencio, denominada «cono de silencio», indicaba a los pilotos que la aeronave se encontraba directamente sobre la estación, sirviendo como punto de referencia positivo en tierra para el procedimiento de aproximación.
En un procedimiento típico de aproximación instrumental por radio de baja frecuencia, la aproximación final comenzaría sobre la estación de alcance, con un viraje a un rumbo específico. El piloto descendería a una altitud mínima de descenso (MDA) especificada, y si el aeropuerto no estuviera a la vista en un tiempo especificado (basado en la velocidad sobre el terreno), se iniciaría un procedimiento de aproximación frustrada. En el procedimiento de aproximación por radio de baja frecuencia representado en Joliet, IL, la altitud mínima de descenso podía ser de hasta 300 pies AGL, y la visibilidad mínima requerida de una milla, dependiendo del tipo de aeronave.
La gama de radio de baja frecuencia también permitía al control del tráfico aéreo instruir a los pilotos para que entraran en un patrón de espera «en el haz», es decir, en uno de los tramos de baja frecuencia, con el punto fijo de espera (punto de giro clave) sobre la estación de radio de baja frecuencia, en el cono de silencio o sobre uno de los marcadores de abanico. Las retenciones se utilizaban durante la parte en ruta de un vuelo o como parte del procedimiento de aproximación cerca del aeropuerto terminal. Las presas de radio de baja frecuencia eran más precisas que las presas de baliza no direccional (NDB), ya que los cursos de presa NDB se basan en la precisión de la brújula magnética de a bordo, mientras que la presa de radio de baja frecuencia era tan precisa como el tramo de radio de baja frecuencia, con una amplitud de rumbo aproximada de 3°.

## Balizas no direccionales

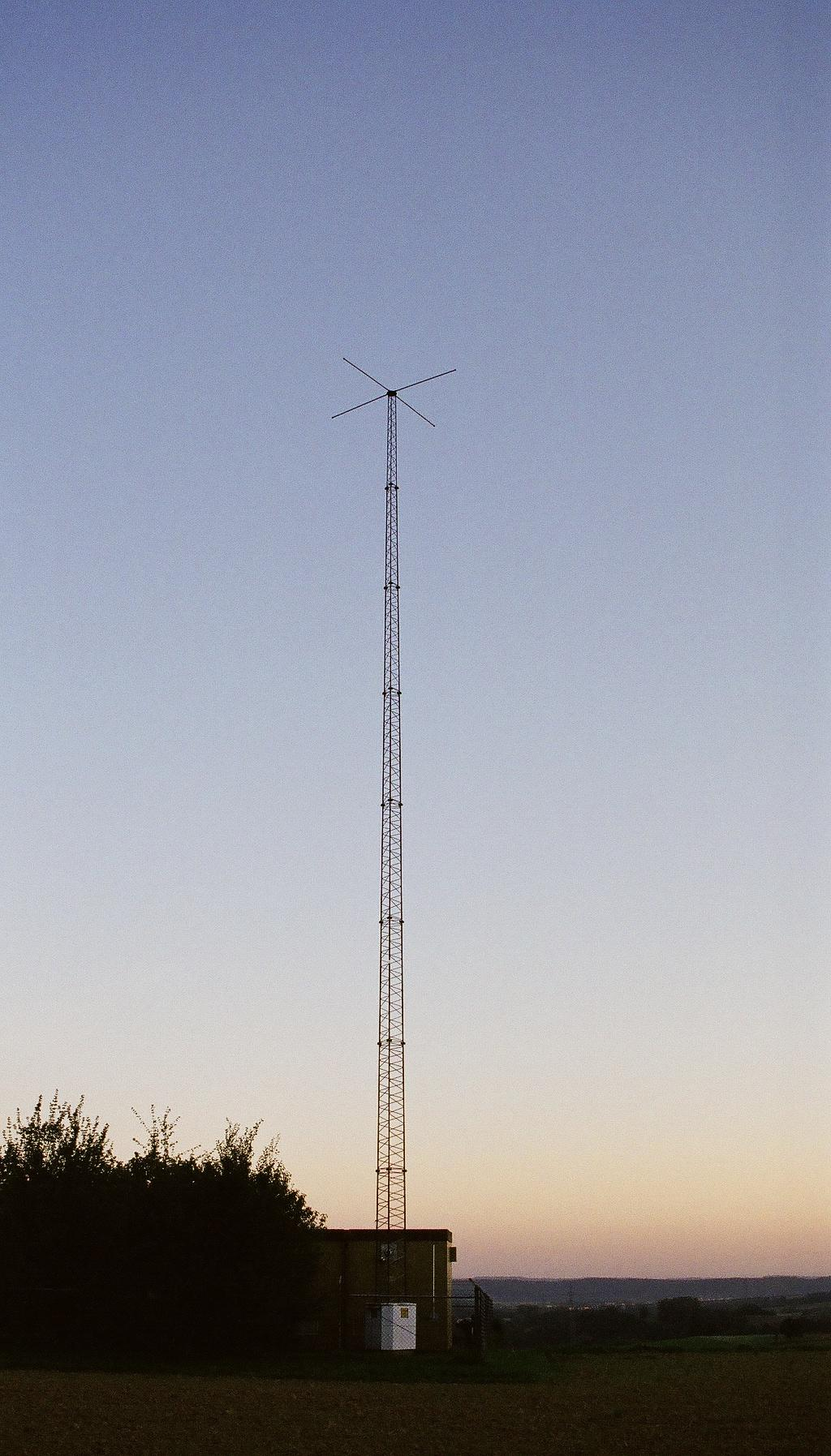
Las instalaciones NDB en tierra son simples antenas de torre única

Desde sus comienzos, a principios de los años 30, la radio de baja frecuencia se complementó con balizas no direccionales (NDB) de baja frecuencia. Mientras que la radio de baja frecuencia requería una compleja instalación en tierra y sólo un simple receptor AM a bordo de la aeronave, las instalaciones en tierra de las NDB eran simples transmisores de una sola antena que requerían equipos algo más complejos a bordo de la aeronave. El patrón de emisión de radio del NDB era uniforme en todas las direcciones en el plano horizontal. El receptor a bordo del NDB se denominaba radiogoniómetro (RDF). La combinación NDB-RDF permitía a los pilotos determinar la dirección de la estación terrestre NDB en relación con la dirección a la que apuntaba el avión. Cuando se utilizaba junto con la brújula magnética de a bordo, el piloto podía navegar hacia o desde la estación a lo largo de cualquier rumbo elegido que irradiara desde la estación.
Los primeros receptores RDF eran costosos, voluminosos y difíciles de manejar, pero la instalación en tierra, más sencilla y menos costosa, permitía añadir fácilmente waypoints y aproximaciones basados en NDB, para complementar el sistema de radio de baja frecuencia. Los receptores RDF modernos, llamados «radiogoniómetros automáticos» (o «ADF») son pequeños, de bajo coste y fáciles de manejar. El sistema NDB-ADF sigue existiendo hoy en día como complemento y respaldo de los sistemas de navegación VOR y GPS más modernos, aunque se está eliminando gradualmente. Todas las preguntas relacionadas con el funcionamiento de NDB/ADF se eliminaron de los materiales de las pruebas de certificación de pilotos de la FAA antes de octubre de 2017.

## Limitaciones
Aunque el sistema de radio de baja frecuencia se utilizó durante décadas como principal método de navegación aeronáutica en vuelos nocturnos y con poca visibilidad, tenía algunas limitaciones e inconvenientes bien conocidos. Los pilotos tenían que escuchar las señales, a menudo durante horas, a través de los auriculares de la primera generación de la época. Las líneas de rumbo, que eran el resultado de un equilibrio entre los patrones de radiación de diferentes transmisores, fluctuaban en función de las condiciones meteorológicas, la vegetación o la capa de nieve cerca de la estación, e incluso el ángulo de la antena del receptor aerotransportado. En algunas condiciones, las señales del cuadrante A "saltaban" al cuadrante N (o viceversa), provocando un falso "rumbo virtual" alejado de cualquier línea de rumbo real. Además, las tormentas eléctricas y otras perturbaciones atmosféricas creaban interferencias electromagnéticas que interrumpían las señales de alcance y producían "estática" crepitante en los auriculares de los pilotos.

## Sustitución por VOR

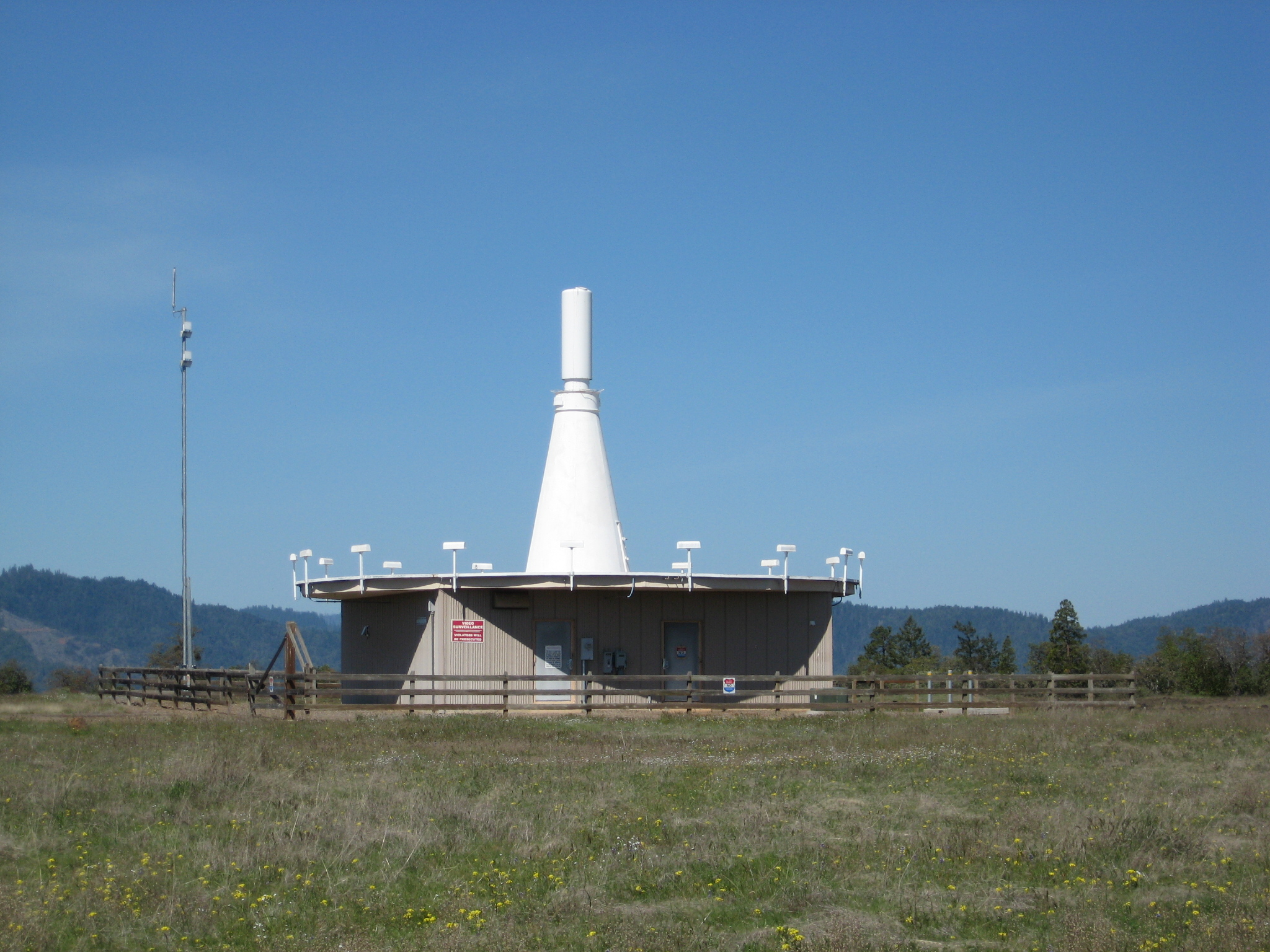
La tecnología VOR basada en VHF sustituyó a la radio de baja frecuencia en la década de 1960

El sistema de radionavegación de baja frecuencia requería, como mínimo, un simple receptor de radio AM a bordo del avión para navegar con precisión por las aerovías en condiciones meteorológicas instrumentales, e incluso ejecutar una aproximación instrumental a mínimos bajos. En el lado negativo, sin embargo, sólo tenía cuatro direcciones de rumbo por estación, era sensible a las interferencias y aberraciones atmosféricas y de otro tipo, y obligaba a los pilotos a escuchar durante horas un molesto pitido monótono, o un débil flujo de códigos Morse, a menudo incrustado en la "estática" de fondo. Su sustituto final, el sistema de navegación VOR de banda VHF, tenía muchas ventajas. El VOR era prácticamente inmune a las interferencias, disponía de 360 direcciones de rumbo, tenía una visualización "en curso" (sin necesidad de escuchar) y era mucho más fácil de usar. En consecuencia, cuando el sistema VOR estuvo disponible a principios de los años 50, su aceptación fue rápida y, en una década, la radio de baja frecuencia fue prácticamente eliminada. En la actualidad, el sistema VOR está desapareciendo gradualmente en favor del Sistema de Posicionamiento Global (GPS), que es muy superior.

## Sonidos
Los siguientes son sonidos simulados para la radio de baja frecuencia de Silver Lake. La estación de alcance -situada a unas 10 millas al norte de Baker, California- se adelantaba a las señales de navegación cada 30 segundos para transmitir su identificador en código Morse ("RL"). La identificación de la estación se oiría una o dos veces, posiblemente con diferentes amplitudes relativas, dependiendo de la ubicación de la aeronave. Los pilotos escucharían y navegarían por estos sonidos durante horas mientras volaban. Los sonidos reales contenían "estática", interferencias y otras distorsiones, no reproducidas por la simulación.Por ejemplo, en el sonido simulado para A "crepuscular" que aparece a continuación, en el que la aeronave está casi en el haz pero ligeramente dentro del cuadrante A, un volumen bajo casi oculta el débil sonido A, mientras que uno alto lo hace más distintivo.